# Lluís Maria Perpinyà i Rofes
Lluís Maria Perpinyà i Rofes (Els Guiamets, 22 de febrer de 1974) és un àrbitre i jugador d'escacs català que té el títol de Mestre Internacional des del 2011. És jugador del SCC Sabadell. A la llista d'Elo de la FIDE del febrer de 2016, hi tenia un Elo de 2386 punts, cosa que en feia el jugador número 109 (en actiu) de l'estat espanyol. El seu màxim Elo va ser de 2490 punts, a la llista del desembre de 2015. Fou campió de l'Obert Internacional Memorial Pepita Ferrer l'any 2010, de l'Obert de Martorell el 2010 i de l'Obert del Catalunya d'Escacs el 2011.